# Ракитне (Бєлгородська область)
Раки́тне (рос. Ракитное) — селище міського типу, центр Ракитянського району Бєлгородської області, Росія.
Населення селища становить 10 362 особи (2008; 10 462 у 2002).

## Географія
Селище розташоване на річці Ракита, лівій притоці річки Пєна (басейн Пселу).

## Історія
Вперше поселення згадується у другій половині XVII століття. Тоді навколишні землі належали гетьману Кочубею, потім О. Д. Меншикову. З 1728 року вже як слобода належала князеві Г. Д. Юсупову й до 1917 року була центром управління маєтками князів Юсупових в Курській, Воронезькій, Харківській та Полтавській губерніях. Статус селища міського типу Ракитне отримало в 1975 році.

## Економіка
В селищі працюють арматурний, хлібний та цукровий заводи, харчовий комбінат.

## Видатні місця
- Садиба князів Юсупових (1846)
- Миколаївська церква

## Особистості
В селищі народились:
- Анищенко Марія Борисівна (1918—1990) — українська радянська акторка.
- Федутенко Надія Никифорівна (1915—1978) — радянська льотчиця, Герой Радянського Союзу.